# 유나니 의학

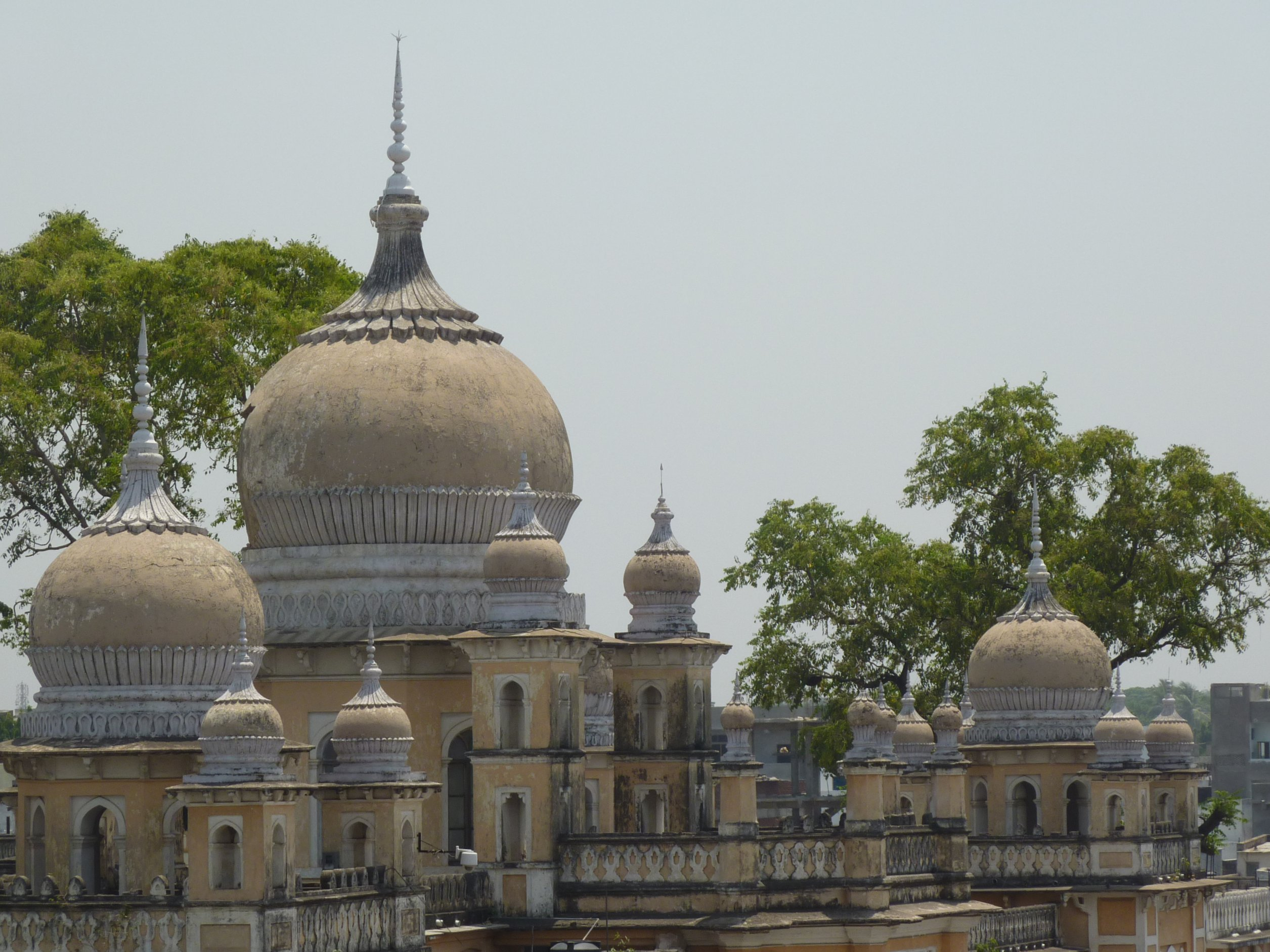
하이드라바드의 니자미아 우나니 병원의 지붕은 샤르미나르에서 볼 수 있다.

유나니 의학(우르두어: طب یونانی)은 남아시아와 중앙아시아의 이슬람 문화에서 행해지는 페르시아-아랍 전통의학이다. 유나니 의학은 유사과학이다. 인도 의학 협회는 의술을 행한다고 주장하는 유나니 시술자들을 돌팔이들로 묘사한다.
Yūnānī라는 용어는 "그리스인"을 의미하는데, 이는 페르시아-아랍 의학 체계가 그리스의 의사 히포크라테스와 갈레노스의 가르침에 기초했기 때문이다.

## 역사
이븐 시나와 무함마드 이븐 자카리야 알라지 같은 인물들이 그리스 의학 체계에 대한 아랍과 페르시아의 정교함은 유나니의 초기 발전에 영향을 미쳤다.
유나니 의학은 알렉산드로스 3세가 인도를 침공했을 때 인도의 불교 의술과 상호 작용했다. 그 당시 두 시스템의 기본 개념 프레임의 유사성에서 볼 수 있는 커다란 지식의 교환이 있었다. 중세 이슬람의 의학적 전통은 12세기에 델리 술탄국의 설립과 함께 인도에 소개되었고, 무굴 제국 시대에 스슈루타와 차라카의 인도 의학의 가르침에 영향을 받아 독자적인 발전 과정을 밟았다.. 알라딘 칼지는 그의 왕궁에 몇몇 저명한 의사(하킴스)를 두었다. 이러한 왕실의 후원은 인도에서 유나니의 발전과 유나니 문학의 창조를 이끌었다.

## 같이 보기
- 아유르베다
- 이란 전통 의학